# Отто Фехнер
Отто Фехнер (нім. Otto Fechner; 15 листопада 1905, Кребен — 6 січня 1943, Атлантичний океан) — німецький офіцер-підводник, корветтен-капітан крігсмаріне.

## Біографія
31 березня 1924 року вступив на флот. З 28 листопада 1941 року — командир підводного човна U-164, на якому здійснив 2 походи (разом 121 день в морі). 6 січня 1943 року U-164 був потоплений в Південній Атлантиці північно-західніше Сеари, Бразилія (01°58′ пд. ш. 39°22′ зх. д.) глибинними бомбами американського летючого човна Каталіна. 2 члени екіпажу були врятовані, 54 (включаючи Фехнера) загинули.
Всього за час бойових дій потопив 3 кораблі загальною водотоннажністю 8133 тонни.
| Дата           | Назва корабля    | Тип               | Тоннаж | Вантаж                                           | Екіпаж | Загинули | Країна     | Конвой |
| -------------- | ---------------- | ----------------- | ------ | ------------------------------------------------ | ------ | -------- | ---------- | ------ |
| 25 серпня 1942 | Stad Amsterdam   | Торговий пароплав | 3,780  | 4000 тон генеральних вантажів і 300 мішків пошти | 38     | 3        | Нідерланди | WAT-15 |
| 6 вересня 1942 | John A. Holloway | Торговий пароплав | 1,745  | 2000 тонн будівельних матеріалів                 | 24     | 1        | Канада     | GAT-2  |
| 1 січня 1943   | Brageland        | Торговий теплохід | 2,608  | 4750 тонн кави, вовни, сиру і 60 тонн пошти      | 28     | 0        | Швеція     |        |

## Звання
- Кандидат в офіцери (31 березня 1924)
- Морський кадет (19 червня 1925)
- Фенріх-цур-зее (1 квітня 1926)
- Оберфенріх-цур-зее (1 травня 1928)
- Лейтенант-цур-зее (1 жовтня 1928)
- Оберлейтенант-цур-зее (1 липня 1930)
- Капітан-лейтенант (1 червня 1935)
- Корветтен-капітан (1 серпня 1939)

## Нагороди
- Медаль «За вислугу років у Вермахті» 4-го і 3-го класу (12 років)
- Залізний хрест
  - 2-го класу (листопад 1939)
  - 1-го класу (1940)
- Нагрудний знак флоту (28 жовтня 1941)
- Нагрудний знак підводника (8 жовтня 1942)